# Am Webstuhl der Zeit
Am Webstuhl der Zeit ist ein deutsches Stummfilmmelodram aus dem Jahre 1921 von Holger-Madsen mit Erich Kaiser-Titz und Käthe Haack in den Hauptrollen. Hans Adalbert Schlettow spielt die Schlüsselrolle eines sowjetisch-bolschewistischen Agitators.

## Handlung
Die Geschichte spielt in den von Revolutionswirren gebeutelten, unruhigen Jahren kurz nach Ende des Ersten Weltkriegs. Überall, so will der Film insinuieren, lauert die Gefahr bolschewistischer Agitationen und kommunistischer Umtriebe. Dies wird am Beispiel des gutsituierten Ehepaars Hansen geschildert. Frau Hansen gerät durch eine Unachtsamkeit in die Fänge des sowjetischen agent provocateurs Fjodor, der sie erst zur Ehebrecherin und dann zur Einbrecherin macht. Dann schlägt das Schicksal gnadenlos zu, und die auf Abwege geratene Gattin fällt der Lungenpest anheim. 
Um die Mitwisserin loszuwerden, steckt ihr Fjodor Gift zu, das die unselige Frau aus Gründen der Selbstreinigung und der Buße auch schluckt. Nun gerät Gatte Hansen in den Verdacht, seine Frau ins Jenseits befördert zu haben. Es kommt zu einem Prozess, der nicht gerade zu Gunsten des Angeklagten verläuft. Seine Verurteilung scheint sicher, da taucht der Vater der Toten, Hansens Schwiegervater, auf und kann die Unschuld Hansens belegen. Es kommt zu einem Freispruch, und in der Schlussszene beginnen, äußerst symbolträchtig, aufgehende Sonnenstrahlen die Glaskuppel des Verhandlungssaales zu durchdringen und den Raum, in dem nach Wahrheit gesucht und Recht gesprochen wird, zu erhellen.

## Produktionsnotizen
Am Webstuhl der Zeit entstand unter dem Arbeitstitel Laboremus zum Jahresbeginn 1921, passierte am 25. April desselben Jahres die Filmzensur und wurde am  20. Mai 1921 in Berlins Tauentzienpalast uraufgeführt. Der mit Jugendverbot belegte Sechsakter besaß  eine Länge von 1923 Meter. In Österreich lief der Streifen 1922 an.
Die Filmbauten gestaltete Carl R. Reiner.

## Kritik
Die Villacher Zeitung meinte: „Ein May-Film, der sich wie eine Buß-Predigt auf unsere sündige Zeit ausnimmt. (…) Käthe Haack spielt das betörte Weib mit zwingender Natürlichkeit; auch Marya [sic!] Leiko ist vortrefflich. Dieselbe Bezeichnung verdient Holden [sic!] Madsens Spielleitung. Die Massenszenen sind wirkungsvoll.“